# Your New Favourite Band
Your New Favourite Band é a primeira compilação da banda The Hives, lançada a 2 de Abril de 2002.
Inclui músicas dos dois primeiros álbuns e do EP A.K.A. I-D-I-O-T.

## Faixas
1. "Hate to Say I Told You So" - 3:22
2. "Main Offender" - 2:33
3. "Supply and Demand" - 2:26
4. "Die, All Right!" - 2:45
5. "Untutored Youth" - 1:34
6. "Outsmarted" - 2:21
7. "Mad Man" - 2:29
8. "Here We Go Again" - 2:12
9. "A.K.A. I-D-I-O-T" - 2:11
10. "Automatic Schmuck" - 2:17
11. "Hail Hail Spit N'Drool" - 1:26
12. "The Hives Are Law, You Are Crime" - 2:31